# Cardiomya behringensis
Cardiomya behringensis är en musselart som först beskrevs av Leche 1883.  Cardiomya behringensis ingår i släktet Cardiomya och familjen Cuspidariidae. Inga underarter finns listade i Catalogue of Life.